# Louis Purmann
Louis Emil Constantin August Purmann (* 17. Februar 1812 in Bunzlau; † 1. April 1894 in Dresden) war ein deutscher Jurist und Politiker. Er war Mitglied der Zweiten Kammer des Preußischen Landtags (1859–1861).

## Biografie
Purmann wurde als Sohn eines Gerichtsassessors und späteres Kreisjustizrates geboren und ging auf das Gymnasium in Görlitz, bevor er zum Studium der Rechtswissenschaften 1831 nach Halle ging. Dort wurde er 1831 Mitglied der Alten Burschenschaft Germania Halle. 1834 wechselte er nach Berlin, wo sein erstes juristisches Examen beim Berliner Kammergericht bestand. Ab April 1834 war er Auskultator am Kammergericht Glogau, ließ sich aber auf eigenen Wunsch in seine Heimatstadt ans dortige Stadtgericht versetzen. Aufgrund seiner Zugehörigkeit zur Burschenschaft wurde er am 6. August 1934 in Breslau auf Anordnung des Hallenser Untersuchungsrichters verhört und gestand dort seine Mitgliedschaft ein. Nach langwierigem Verfahren wurde er am 7. Mai 1836 wegen Mitgliedschaft in der Halleschen Burschenschaft zu Amtssuspendierung, „Anstellungsunfähigkeit“ und sechs Jahren Festungshaft verurteilt. Durch Begnadigung am 21. Dezember 1836 wurde die Strafe auf sechs Monate Haftzeit und drei Jahre „Anstellungsunfähigkeit“ reduziert, so dass er 1837 seine juristische Ausbildung mit den Examina beenden konnte. 1842 wurde er Obergerichtsassessor beim Oberlandesgericht Breslau, 1843 Assessor beim Stadtgericht in Ratibor und 1848 Kreisrichter in Ratibor. 1854 wurde er nach Kreuzburg versetzt, wo er Direktor des dortigen Kreisgerichts wurde. Von 1859 bis 1861 war er Abgeordneter der Zweiten Kammer des Preußischen Landtags für den Wahlkreis 5 (Oppeln). 1865 ging er in den Ruhestand.